# Вольпечина, Джузеппе
Джузеппе Вольпечина (итал. Giuseppe Volpecina; род. 1 мая 1961, Казерта) — итальянский футболист, игравший на позиции защитника. В составе «Наполи» он в 1987 году выиграл чемпионат и Кубок Италии.

## Карьера
Джузеппе Вольпечина начинал заниматься футболом в клубе «Казертана» из своего родного города. В 1977 году он присоединился к «Наполи». 13 апреля 1980 года он дебютировал в итальянской Серии А, выйдя в основном составе в гостевом поединке против «Торино». С 1980 по 1984 год Вольпечина выступал за «Палермо» в Серии B. В 1984 году он присоединился к «Пизе», вылетевшей тогда в Серию B. На возвращение в элиту итальянского футбола команде понадобился всего один сезон. 12 апреля 1986 года Вольпечина забил свой первый гол в рамках Серии А, выведя «Пизу» вперёд в счёте в домашнем матче с «Ромой». В 1986 году футболист вернулся в «Наполи», с которым спустя сезон выиграл чемпионат и Кубок Италии. После чего он присоединился к команде «Эллас Верона», а спустя два года — к «Фиорентине». В составе последней он играл в обоих матчах финала Кубка УЕФА 1990, по итогам которого «фиалки» уступили туринскому «Ювентусу». 
Отыграв сезон 1991/92 за родную «Казертану» в Серии B Джузеппе Вольпечина завершил профессиональную карьеру футболиста. 

## Достижения
«Пиза» 
- Победитель Серии B (1): 1984/85
- Обладатель Кубка Митропы (1): 1985/86

 «Наполи»
- Чемпион Италии (1): 1986/87
- Обладатель Кубка Италии (1): 1986/87